# Marius Niculae
Marius Constantin Niculae (Bukarest, 1984. május 16. –) visszavonult román válogatott labdarúgó. Posztját tekintve csatár.

## Sikerei, díjai
Dinamo București
- Román bajnok (1): 1999–00
- Román kupagyőztes (3): 1999–00, 2000–01, 2011–12
- Román szuperkupagyőztes (1): 2012

Sporting
- Portugál bajnok (2): 2001–02
- Portugál szuperkupagyőztes (1): 2002
- UEFA-kupa döntős (1): 2004–05

Egyéni
- Román első osztály gólkirálya (1): 2001